# داسيا يونييرا برايلا
داسيا يونييرا برايلا هو نادي كرة قدم روماني أٌسس عام 1919. يلعب النادي في دوري الدرجة الثانية الروماني.